# ستيفاني زيمبالست
ممثلة اميركية مواليد (8 أكتوبر 1956) أشتهرت خلال فترة الثمانينات من القرن العشرين من خلال دور المحققة (لورا هولت) في المسلسل التلفزيوني البوليسي الشهير ريمنغتون ستيل.

## السيرة الذاتية
ولدت ستيفاني زيمباليست في مدينة نيويورك عام 1958، وهي ابنة الممثل أفرام زيمباليست الابن (1918-2014). لكن سرعان ما انتقلت الأسرة إلى لوس انجلوس حيث نمت وترعرت فيها ستيفاني.
جدها لأبيها زيمباليست أفرام زيمباليست، من مواليد روستوف-نا-دونو في روسيا، حيث كان عازف كمان شهير على مستوى العالم، ومعلم الموسيقى في معهد كورتيس بمدينة فيلادلفيا، اما جدتها ألما غلوك من مواليد رومانيا فقد كانت ملحنة رائدة في مجال السوبرانو. ونصف عمة زيمباليست مارسيا دافنبورت، فهي مؤلفة موسيفية وصحفية ومؤرخة بارزة.

## أدوارها الفنية

### الأفلام
بدأت ستيفاني زيمباليست مشوارها الفني في وقت مبكر من خلال السينما بفيلم التجمع عام 1977 مع إدوارد اسنر، وفيلم إلى الأبد  (1978)، سحر اسي (1978)، لونج رحلة العودة (فيلم تلفزيوني، 1978)، فضيحة المثلث مصنع النار (1979)،  الصحوة  (1980) مع شارلتون هيستون)، اللحظة الذهبية (1980) والذي ادت قيه دور لاعبة جمباز أولمبية سوفيتية، وفيلم طفل الغد (فيلم تلفزيوني، 1982). وشاركت والدها أفرام زيمباليست الابن في بطولة الفيلم التراجيدي أفضل مكان ليكون عام 1979.

### المسلسلات التلفزيونية
وكان لزيمباليست دور آخر في وقت مبكر ضمن السلسلة التلفزيونية المئويةوهي مأخوذة من الرواية الملحمية للكاتب جيمس ميشنر والتي تحمل نفس الاسم، والذي تم عرضه بين أكتوبر 1978 وفبراير 1979 على مدار 12 حلقة. وفي عام 1979 أدت دور البطولة كضيفة في المسلسل التلفزيوني الأسرة حلقة «راقصة الباليه».
اما أشهر اعمالها التلفزيونية على الإطلاق، فهو دور المحققة «لورا هولت» في سلسلة  ريمنغتون ستيل  (1982-1987) مع بيرس بروسنان ودوريس روبرتس، وشارك والدها أيضا ضمن فريق العمل.
ومنذ ذلك الحين، اتخذت زيمباليست أدوار البطولة في العديد من الأفلام التلفزيونية مثل الرجل ذو البدلة البنية عام (1988)، وكارولين؟ عام (1990) الذي حصلت فيه على جائزة إيمي، وفيلم الفيل الكبير الهارب عام (1995)، وبعض الأدوار الأخرى كضيفة شرف في العديد من المسلسلات التلفزيونية منها مسلسل «لمست من قبل الملاك».

### المسرح
على خشبة المسرح، قامت ستيفاني زيمباليست مع (تومي تيون) بجولة موسيقية، وقدمت العديد من الأعمال المسرحية مع شركة مسرح روبيكون في فينتورا (كاليفورنيا)، وفازت بـ«جائزة روبي» للنقاد المحليين كأفضل ممثلة دراما من خلال دورها في مسرحية «صانع المطر»، ومن خلال مسرح روبيكون الاجتماعي أخذت زيمباليست أدوار في المسرحيات المتعلقة بفناني القرن التاسع عشر بما في ذلك فريدريك شوبان، تشايكوفسكي وفان كوخ. وفي عام 2009 جسدت دور الفنانة كاثرين هيبورن في مسرحية شاي الساعة الخامسة.

### أعمال أخرى
أصدرت زيمباليست أيضا عدة كتب مسموعة، منها كتاب «البنات»، والذي حصل على جائزة استمع عام 2006، وكتاب «ملكة الجحيم».
وظهرت في الفيلم الوثائقي «الوصول للنجوم» عام 2006 الذي يتكلم عن كارثة مكوك الفضاء تشالنجر ولعبت فيه دور رائدة الفضاء كريستا ماك أوليف التي قتلت مع طاقم الرحلة عام 1986.

## وصلات خارجية
- ستيفاني زيمبالست على موقع IMDb (الإنجليزية)
- ستيفاني زيمبالست على موقع ألو سيني (الفرنسية)
- ستيفاني زيمبالست على موقع ميوزك برينز (الإنجليزية)
- ستيفاني زيمبالست على موقع أول موفي (الإنجليزية)
- ستيفاني زيمبالست على موقع قاعدة بيانات الأفلام السويدية (السويدية)
- ستيفاني زيمبالست على موقع إن إن دي بي (الإنجليزية)
- ستيفاني زيمبالست على موقع قاعدة بيانات الفيلم (الإنجليزية)
- ستيفاني زيمبالست على موقع كينوبويسك (الروسية)

حلقات من مسلسل ريمنغتون ستيل